# Vršovice, Louny
Vršovice là một làng thuộc huyện Louny, vùng Ústecký, Cộng hòa Séc.